# Instytut Polski w Moskwie
Instytut Polski w Moskwie (ros. Польский культурный центр (ПКЦ) в Москве) – polska placówka kulturalna w stolicy Rosji podlegająca Ministerstwu Spraw Zagranicznych RP założona w 1988.
Zajmuje się promocją kultury, nauki i sztuki polskiej w Rosji oraz współpracą kulturalną, współpracą naukową i techniczną między Polską a Rosją. Instytut prowadzi kursy języka polskiego. Znajduje się w nim także biblioteka.

## Dyrektorzy
- 1988–1990 – Stanisław Mikulski
- 1990–1995 – Rafał Marszałek
- 2002–2005 – Marek Zieliński[2][3]
- 2005–2009 – Hieronim Grala
- 2010–2014 – Marek Radziwon[4]
- 2015–2019 – Dariusz Klechowski[5]
- 2019–2022 – Piotr Skwieciński
- od 2022 – Marzena Ryszkowska (p.o.)[6]